# Теплицький Костянтин Гедалійович
Костянтин Гедалійович Теплицький (28 травня 1920, Софія, Болгарія — 13 квітня 1997, Київ, Україна) — український кінокритик, редактор. Лауреат премії Спілки кінематографістів України (1977).

## Життєпис
Народився 1920 р. в Софії (Болгарія) в родині службовця.
Закінчив Київський державний інститут театрального мистецтва ім. І. Карпенка-Карого (1971), де був доцентом.
Працював у газеті «Культура і життя», журналі «Новини кіноекрану» (1960—1970), в сценарно-редакційній колегії Комітету по кінематографії при Раді Міністрів України.

Могила Костянтина Теплицького, Байкове кладовище

Виступав із статтями з питань кіномистецтва (збірники: «Кіно і сучасність», «Людина і кіно», «Сучасна кінопанорама»), у всесоюзних та республіканських журналах та газетах.
Автор сценарію науково-популярного фільму «Посвячення в бельканто» (1968, реж. С. Шульман).
Переклав з болгарської мови книгу Г. Стоянова-Бігора «Звезды и поклонники» (К., 1985).
Нагороджений медалями, Почесною Грамотою Президії Верховної Ради Латвії. Був членом Спілок журналістів і кінематографістів України.
Помер на 77-му році життя 13 квітня 1997 р. в Києві. Похований разом із родиною (зокрема музикознавцем Андрієм Гуменюком) на Байковому кладовищі (північна частина ділянки № 33, 50°25′4.38″ пн. ш. 30°30′9.28″ сх. д. / 50.4178833° пн. ш. 30.5025778° сх. д.).